# Ebe
Ebe (in greco antico:  Ἥβη?, Hḕbē) nella mitologia greca è la divinità della giovinezza, figlia di Zeus e di Era. La sua figura appare più volte nei poemi omerici e viene citata anche da Esiodo.
Nel monte Olimpo Ebe era l'enofora, ovvero l'ancella delle divinità, a cui serviva nettare e ambrosia (nell'Iliade, libro IV). Il suo successore fu il giovane principe troiano Ganimede. Nel libro V dell'Iliade è anche colei che immerge il fratello Ares nell'acqua, dopo la battaglia con Diomede.
Nell'Odissea (libro XI) è la sposa di Eracle (anche se l'autenticità del brano non è certa). Euripide comunque la cita nelle Eraclidi.
A Sicione Ebe era inoltre venerata come dea del perdono e della misericordia.
Il suo opposto nella mitologia greca è Geras, dio della senilità, mentre la dea corrispondente nella mitologia romana è Iuventas.

## Mito
È citata nella Teogonia come figlia di Zeus e di Era, sorella di Ilizia e Ares.
Eppure, una tradizione vivida vuole che lei sia figlia solamente di Era - sedutasi su una lattuga, precisa una fonte tarda. 
Oleno fa di Era la madre di Ebe e di Ares, senza menzionare il padre; Pindaro fa lo stesso per Ebe e Ilizia.
Nell'Iliade la sua ascendenza è citata tre volte: serve agli Dèi da coppiera, versando loro l'ambrosia e il nettare; cura le ferite che Diomede ha inflitto a suo fratello Ares; aiuta Era ad agganciare il suo carro. Il primo ruolo di coppiera non sembra essere la sua attività principale: è menzionato solo una volta, e anche Efesto viene riferito a questo ufficio. Iris è più frequentemente associata a questo ruolo, sia nei testi sia nell'iconografia, prima di essere sostituita da Ganimede.
Secondo l'Odissea, la Teogonia e il Catalogo delle donne Ebe sposa Eracle, dopo l'apoteosi di questo. Ne ha due figli, Alessiare e Aniceto.
Nonostante ciò, il tema della salita al cielo dell'eroe, che può essere datato dal VI secolo a.C., sembra far ipotizzare che queste citazioni siano interpolate. Aristarco di Samotracia aveva già smentito il passaggio incriminato dell'Odissea, considerandolo contraddittorio con quello dell'Iliade in cui Ebe fa il bagno ad Ares, dicendo che il fatto di lavare qualcuno è dovere delle giovani ragazze - a torto, poiché il bagno è preparato piuttosto dalle serve domestiche.
Considerando che l'eterna giovinezza è una delle caratteristiche degli dèi dell'Olimpo è difficile valutare esattamente il suo ruolo. Forse in un periodo arcaico del mito la sua presenza era necessaria per conferire agli dèi la loro perenne giovinezza.

## Culto
Ad Ebe era dedicato un famoso tempio a Corinto ed era particolarmente venerata a Sicione, a Flio e ad Atene dove vi era un altare a lei dedicato, nel ginnasio ateniese di Cinosarge, vicino a quello di Eracle.

## Rappresentazioni
Nell'arte greca, Ebe è la maggior parte delle volte rappresentata in compagnia di Eracle. Un ariballo di Corinto e qualche vaso attico, dalle figure nere o rosse, dipingono anche le sue nozze con un eroe sull'Olimpo. 
Appare ugualmente come coppiera di Zeus o di Era su dei vasi attici dalle figure rosse, ma senza che la sua identificazione sia certa. Inoltre, è spesso dipinta come compagna della dea Afrodite. La si vede spesso come una dolce giovane ragazza.
In arte, è una nota statua di Antonio Canova, di cui esistono quattro versioni: la definitiva si trova ai musei di San Domenico a Forlì; le altre sono custodite presso l'Alte Nationalgalerie di Berlino e al museo dell'Ermitage a San Pietroburgo.

## Evocazioni artistiche
- Les Fête di Hébé è un'opera lirica di Jean-Philippe Rameau. Ebe è anche un personaggio de Les Indes galantes dello stesso Rameau.
- Il canto di Ebe, dal Lucifero di Mario Rapisardi, Edizioni Ricordi, t.s. 1883.

## Influenza culturale
A Ebe sono intitolati l'Hebes Chasma e l'Hebes Mensa su Marte.